# Alfred Wödl
Alfred Wödl (geboren am 25. November 1934 in Wien; gestorben am 22. Februar 1941 ebenda) war eines jener österreichischen Kinder, die vom NS-Regime als „unwertes Leben“ bezeichnet und in der Anstalt Am Spiegelgrund ermordet wurden. Er wurde sechs Jahre und drei Monate alt.

## Politischer Hintergrund
Die Rassenideologie des Nationalsozialismus bekannte sich vorbehaltlos zur Maxime, dass sowohl auf der Ebene der Individuen als auch der der Völker und Staaten der Stärkere sich immer durchsetzen werde. Hitler wollte nicht nur andere, als „minderwertig“ eingestufte Völker und Rassen unterdrücken oder ermorden, sondern auch die Schwachen und Kranken innerhalb der eigenen Volksgemeinschaft „ausmerzen“. Die Krankenmorde in der Zeit des Nationalsozialismus, darunter die Aktion T4 für behinderte Erwachsene und die Kinder-Euthanasie, sowie die Ausgrenzung und Ermordung der Juden Europas galten der Durchsetzung einer nationalsozialistischen Rassenhygiene.
Das Kinder-Euthanasieprogramm betraf sowohl sogenannte „erbkranke“ Säuglinge und Kinder als auch Kinder mit Epilepsie sowie jene Kinder, an denen ein NS-Psychiater „Schwachsinn“ diagnostiziert hatte. Die meisten der 789 dokumentierten Mordakte an Kindern und Jugendlichen am Spiegelgrund fanden in der Säuglingsabteilung statt, die im internen Jargon als Reichsausschussabteilung bezeichnet wurde. Ebenso zynisch war die Neubezeichnung der Tötungsanstalt als Heilpädagogische Klinik der Stadt Wien Am Spiegelgrund im Jahr 1942.

## Leben
Alfred war der uneheliche Sohn der Krankenschwester Anny Wödl. Seine Mutter erlitt – drei Wochen vor Alfreds Geburt – eine Rauchgasvergiftung, die eine längere Bewusstlosigkeit zur Folge hatte. Das Kind war in seiner allgemeinen Entwicklung beeinträchtigt. Dazu berichtete seine Mutter: „Es stellte sich schließlich heraus, dass er zwar alles verstand, dass er aber nicht sprechen konnte. Auch waren seine Beine offenbar zu schwach, um ihn zu tragen, sodass er soviel wie nicht gehen konnte. Woran er eigentlich litt und was die Ursache seines Zustandes war, konnten die Ärzte eigentlich nicht feststellen.“
Mutter und Kind lebten in Wiener Neustadt. Im Alter von zwei Jahren erkrankte Alfred an Polyarthritis, einer Entzündung der Gelenke. In der Kinderklinik Glanzing wurde anlässlich der Behandlung festgestellt, das Kind sei „geistig zurückgeblieben“, es leide an Muskelschwäche und sei nicht in der Lage, Zielbewegungen auszuführen. Ein Jahr nach der Annexion Österreichs durch das NS-Regime, am 1. April 1939, wurden Mutter und Kind getrennt. Der viereinhalbjährige Alfred kam in die Landesnervenheilanstalt Gugging und die Landesberufsvormundschaft Wiener Neustadt verfügte, dass das Kind nicht an die Kindesmutter ausgefolgt werden dürfe. Damals lag die Vormundschaft für uneheliche Kinder prinzipiell bei den Behörden. Aus der Patientenakte von Gugging ergibt sich folgende Einschätzung des ärztlichen Personals: Das Kind sei „nach wie vor unfähig zu gehen oder zu stehen, kann mit den Händen keinerlei Zielbewegungen machen, ist andauernd in Bettruhe, muss gefüttert werden, lässt unter sich, ist vollkommen pflegebedürftig, ist nicht ansprechbar, bringt nur gelegentlich einige unartikulierte Laute hervor.“

### Kampf der Mutter Anny Wödl
Obwohl das NS-Regime großangelegte Vertuschungsversuche betreffend der Euthanasie-Programme betrieb, beispielsweise wurden in Schloss Hartheim ermordete Kinder als Todesfälle von Brandenburg beurkundet, sprachen sich die Tötungen rasch in der Bevölkerung herum. Insbesondere fragwürdige Todesursachen, Tod an Mandelentzündung bei einem Kind, dessen Mandeln entfernt worden waren, oder die zweimalige Zusendung einer Urne an dieselben Eltern führten zu einem eklatanten Glaubwürdigkeitsdefizit des Regimes in Kreisen der betroffenen Angehörigen.
Alfreds Mutter arbeitete als Krankenschwester am Allgemeinen Krankenhaus in Wien. Als sie vom Abtransport von Pfleglingen aus der Anstalt Am Steinhof Kenntnis erlangte, reiste sie umgehend nach Berlin und es gelang ihr, am 23. Juli 1940 bis zu Herbert Linden, einem der Organisatoren der NS-Euthanasie im Reichsinnenministerium, vorzudringen und sie brachte ihm die Anliegen der Angehörigen vor. Die Vorsprache blieb ohne Erfolg. Ihr wurde aber in Berlin klar, dass abtransportierte Pfleglinge offenbar in großer Zahl ermordet wurden. Sie fuhr zurück nach Wien und organisierte Proteste von Angehörigen mittels Briefen und Telegrammen, die „waschkorbweise“ in Berlin eintrafen. Demonstrationen vor der Anstalt gegen die Transporte wurden von Polizei und SS unterbunden. Nach einem weiteren Transport am 30. August 1940 verurteilte die illegale Grazer KPÖ um Herbert Eichholzer in einem Flugblatt die Ermordungen von Steinhof-Pfleglingen.
Im Jänner 1941 besuchte die Mutter ihren Sohn in der Landesnervenheilanstalt Gugging. Dort erfuhr sie von einer Schwester, dass Alfred für einen Abtransport vorgesehen war. Anny Wödl reiste sofort ein zweites Mal nach Berlin, diesmal um bei Linden um das Leben des eigenen Kindes zu kämpfen – wiederum ohne Erfolg. Sie erreichte lediglich, dass ihr Sohn in die Kinderfachabteilung „Am Spiegelgrund“ überstellt werden und dort medikamentös umgebracht werden sollte.

### Tod
Mit Zustimmung der Mutter wurde der kleine Alfred am 6. Februar 1941 in die Anstalt „Am Spiegelgrund“ überstellt und unter Zahl AZ 19/41 aufgenommen. Am 15. Februar 1941 betonte der NS-Psychiater und Mehrfachmörder Heinrich Gross in einem Gutachten: „Das Kind ist Halbjude!“. Am 20. Februar erfolgte eine Aufnahmeuntersuchung durch Margarethe Hübsch, die ebenfalls für die Serienmorde am Steinhof verantwortlich zeichnete. Am 22. Februar 1941 starb Alfred Wödl am frühen Morgen – offiziell an einer „Lungenentzündung“.

## Gedenken

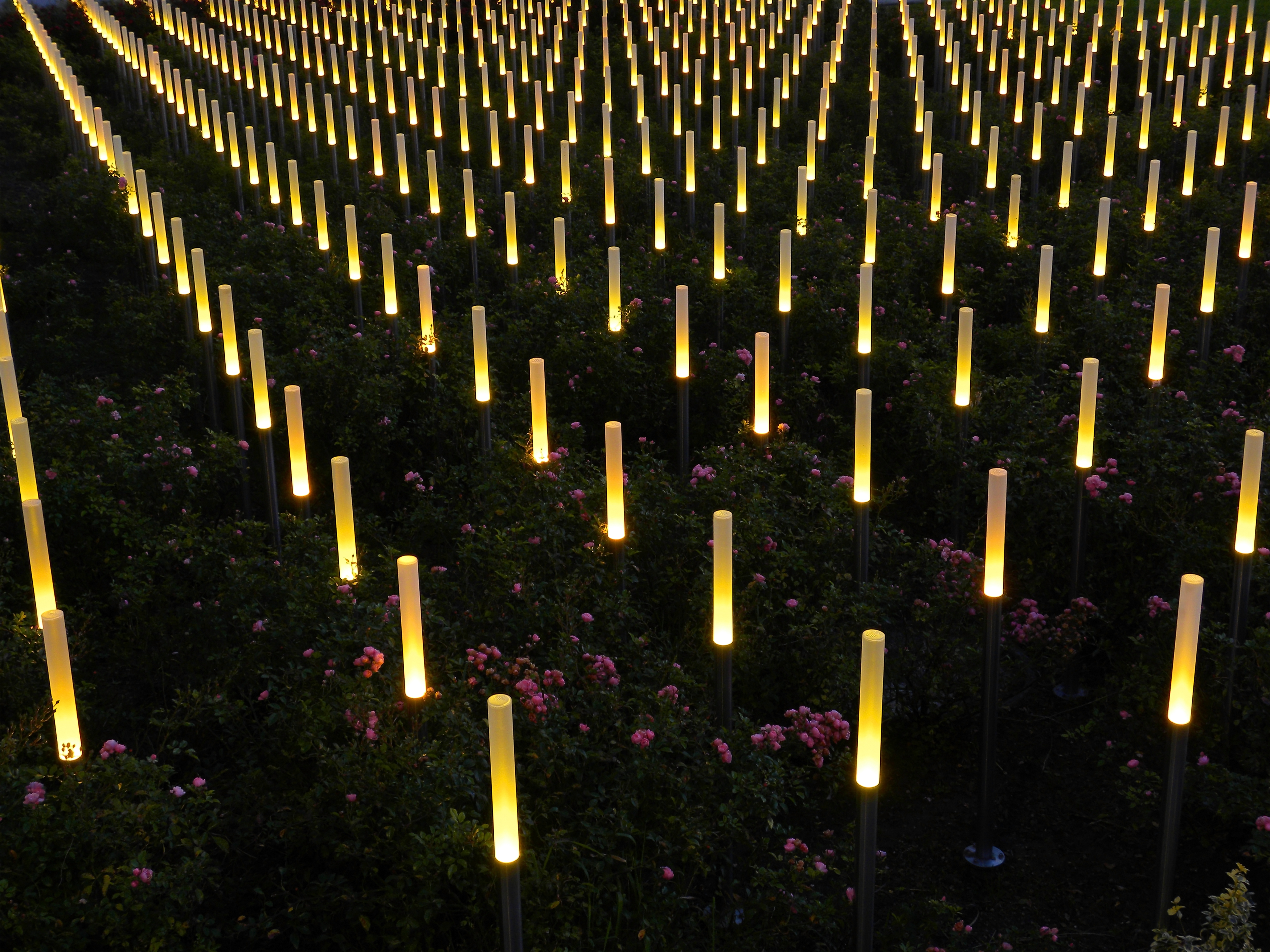
Mahnmal für die Kinder vom Spiegelgrund

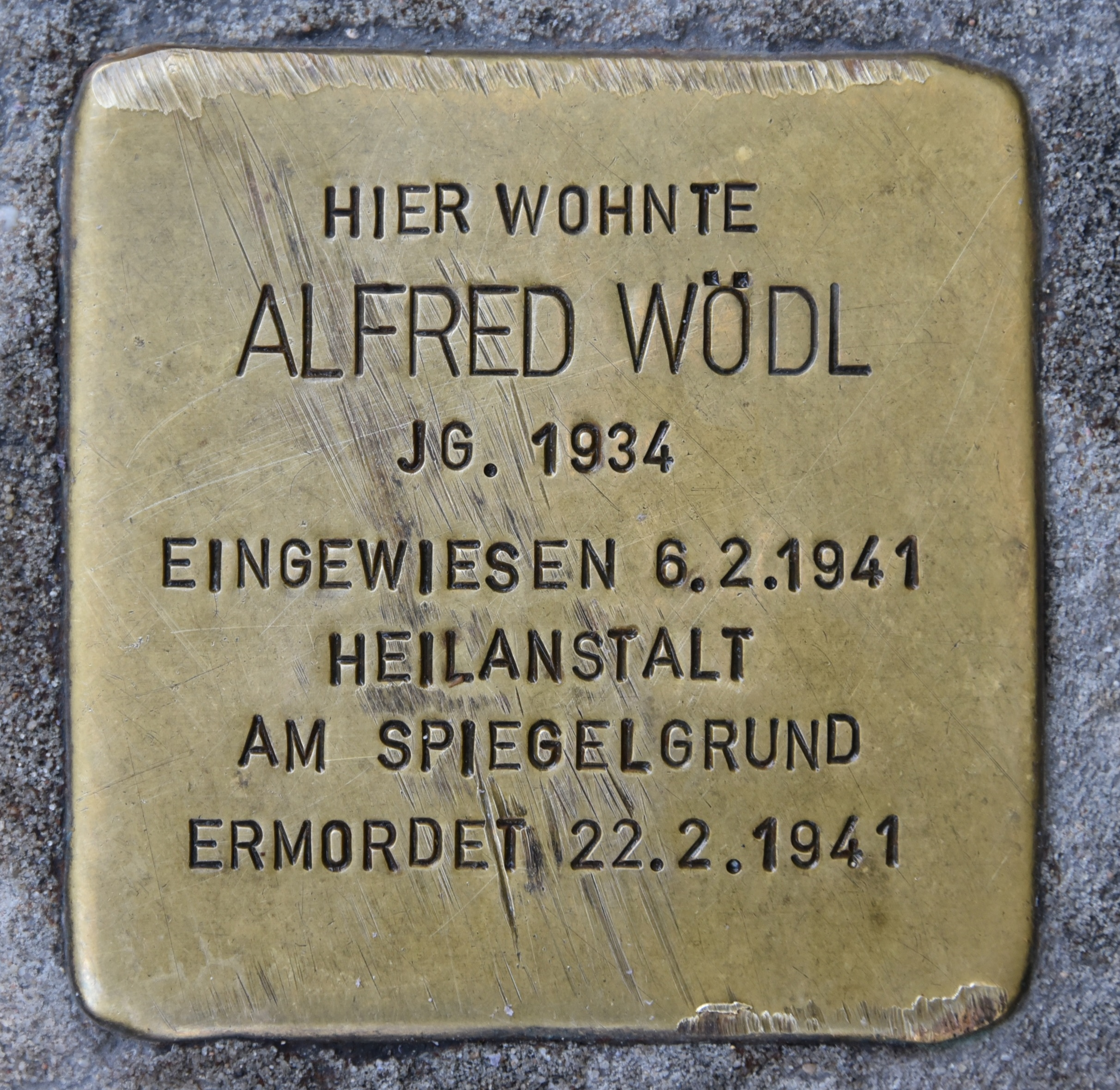
Stolperstein in Wiener Neustadt, 2013

An Alfred Wödl erinnern ein Ehrengrab, ein Denkmal und ein Stolperstein und ein Bildungscampus der Stadt Wien:
- Im April 2002 wurden die sterblichen Überreste der Opfer der Kinder-Euthanasie der Anstalt Am Spiegelgrund in einem Ehrengrab der Stadt Wien am Wiener Zentralfriedhof feierlich bestattet. Dabei auch das Gehirn des Buben, welches von Heinrich Gross konserviert worden war, zur letzten Ruhe geleitet.
- Seit November 2003 erinnert ein Mahnmal in Form von Lichtstelen auf dem Anstaltsgelände an die dort ermordeten Kinder und Jugendlichen.[14] Für jedes in der Anstalt ausgelöschte Leben, damals waren 772 Opfer erfasst, wurde dabei eine Lichtsäule aufgestellt. Deren strenge Anordnung spiegelt die Situation der Kinder und Jugendlichen im damaligen Zwangskontext wider.
- Im Jahr 2013 verlegte der deutsche Künstler Gunter Demnig vor dem letzten Wohnhaus von Alfred Wödl und seiner Mutter am Corvinusring 16 in Wiener Neustadt einen Stolperstein. Organisiert und finanziert wurde der Stein vom Projekt Stolpersteine für Wiener Neustadt.
- im Jahr 2023 wurde der Bildungscampus Deutschordenstraße  auf Bildungscampus Anna und Alfred Wödl umbenannt.[15]